# Lidia Vigara
Lidia Vigara Rodrigo (1998) è una nuotatrice artistica spagnola.

## Palmarès
- Giochi europei

Baku 2015: argento nel libero combinato e nella gara a squadre.